# Allendale (Illinois)
Allendale és una població dels Estats Units a l'estat d'Illinois. Segons el cens del 2000 tenia 528 habitants.

## Demografia
Segons el cens del 2000, Allendale tenia 528 habitants, 192 habitatges, i 142 famílies. La densitat de població era de 679,5 habitants/km².
Dels 192 habitatges en un 35,4% hi vivien nens de menys de 18 anys, en un 60,9% hi vivien parelles casades, en un 10,4% dones solteres, i en un 26% no eren unitats familiars. En el 25,5% dels habitatges hi vivien persones soles el 12% de les quals corresponia a persones de 65 anys o més que vivien soles. El nombre mitjà de persones vivint en cada habitatge era de 2,65 i el nombre mitjà de persones que vivien en cada família era de 3,2.
Per edats la població es repartia de la següent manera: un 28,4% tenia menys de 18 anys, un 10,2% entre 18 i 24, un 25,8% entre 25 i 44, un 23,7% de 45 a 60 i un 11,9% 65 anys o més.
L'edat mediana era de 37 anys. Per cada 100 dones de 18 o més anys hi havia 93,8 homes.
La renda mediana per habitatge era de 31.705 $ i la renda mediana per família de 38.472 $. Els homes tenien una renda mediana de 30.000 $ mentre que les dones 16.719 $. La renda per capita de la població era de 12.117 $. Aproximadament el 12,1% de les famílies i el 16,6% de la població estaven per davall del llindar de pobresa.

## Poblacions més properes
El següent diagrama mostra les poblacions més properes.